# Talayot de s’Heretat
El Claper des Gegant o el Talayot de s’Heretat es uno de los yacimientos arqueológicos más importantes de las Islas Baleares, en España, y está relativamente bien conservado. Fue un poblado talayótico situado en Cañamel, en el municipio de Capdepera. Está formado por diversos talayotes, habitaciones circulares, rectangulares y ovaladas, protegidos por una muralla con diversos portales, además de pequeñas construcciones en el exterior.

## Contexto geográfico
Este yacimiento se sitúa en una propiedad privada, aunque hay un horario de visita estipulado. El recinto se halla en el municipio de Capdepera, exactamente en la loma del Puig de sa Tortuga, al lado del actual Golf de Cañamel.

Los recursos hídricos son abundantes gracias al torrente de Cañamel a unos 600 metros y una gran charca a 350 metros. Al estar a 1,7 km del mar, el yacimiento se considera en transición entre costa e interior, por lo que la alimentación de los diversos habitantes ha sido mixta (consumo de carne y marisco).

En cuanto a la vegetación nos hallamos en el típico hábitat mediterráneo, con predominante Palmito (chamaerops humilis), Carrizo (Ampelodesmos mauritanica), Lentisco (pistacia lentiscus) y acebuche (olea europaea var. Sylvestris). 

En menores cantidades encontramos Aladierna (rhamnus alaternus), Esparraguera (asparagus acutifolius), Zarza morisca (smilax aspera), Aján (clematis cirrhosa), Flámula (clematis flammula), Rubia (Rubia peregrina) y Asfódelo (asphodelus aestivus).

## Descripción del yacimiento
Se trata de un antiguo poblado talayótico que probablemente hubiese albergado a toda la población del valle. La muralla que protege el poblado tiene un perímetro de 295 metros y una superficie de 4800 m^2. Ésta tiene al menos tres portales adovelados.

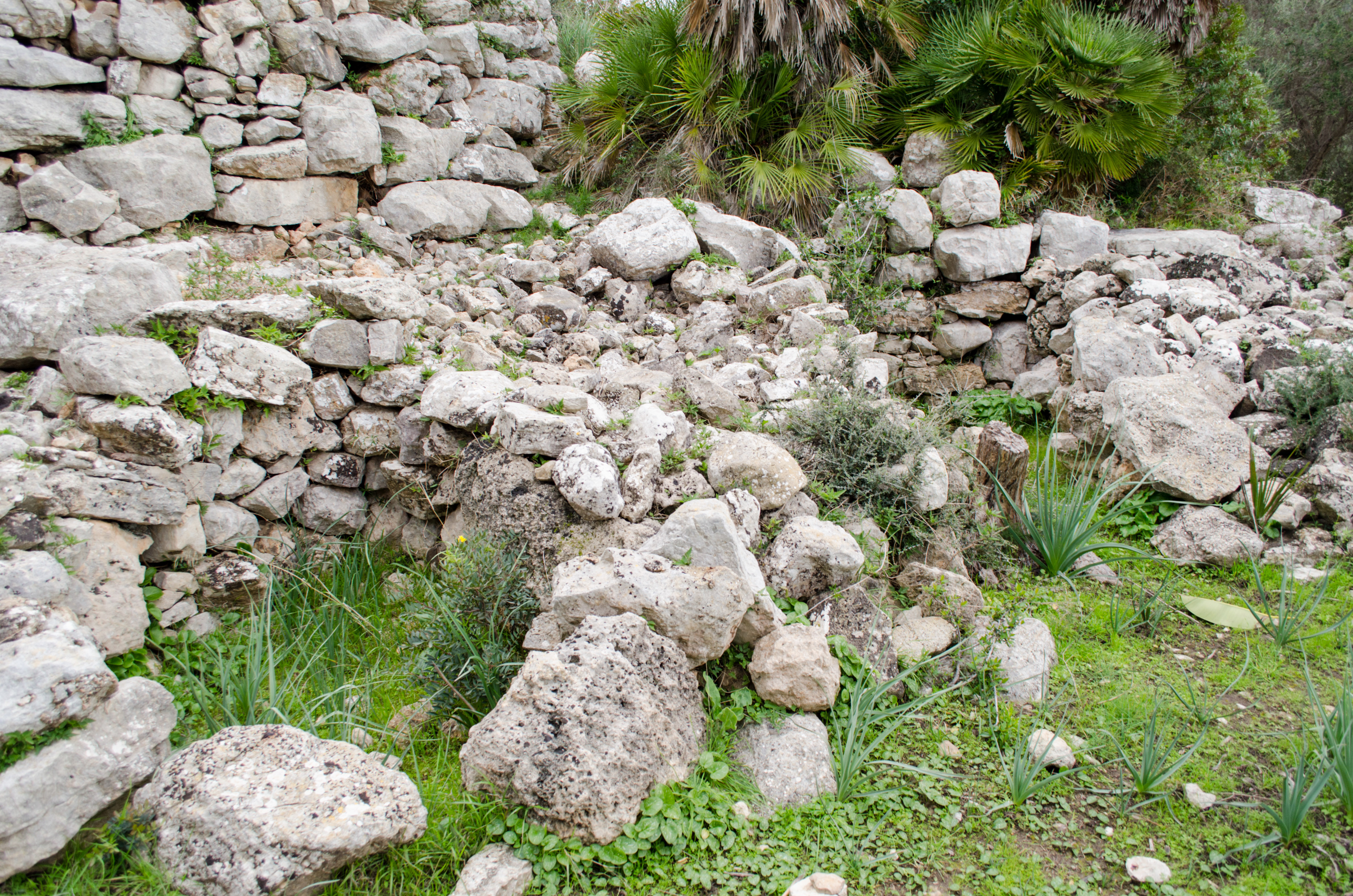
Restos de habitaciones del yacimiento

El acceso al recinto es bastante fácil gracias a las indicaciones tanto en la carretera como en el interior del mismo y hay que caminar unos 500 metros por un camino de tierra para llegar al yacimiento.

Dentro del recinto destaca como centro del poblado el talayot conocido como el Claper des Gegant. La construcción es de planta circular con un diámetro de 9,8 metros y la pared exterior está formada por grandes losas colocadas más o menos en filas, lo que demuestra que ya disponían de métodos para transportar materiales pesados y una técnica constructiva notable. El grosor de la pared es de 2,6 metros y la cámara tiene una altura máxima de 4,1.

Al sureste de la cámara, hay una entrada a un corredor subterráneo que tiene un largo de 6 metros, con una altura y grosor de 1,5 y 1 metro respectivamente. El final del corredor está derruido por lo que se puede deducir que tenía entrada en alguna construcción adosada al talayot, ya que tiene una longitud superior al grosor del monumento.

Aparte del talayot, hay restos de habitaciones rectangulares, circulares y ovaladas con unos muros de unas características muy distintas, de lo que se puede deducir que el poblado fue reformado o ampliado en distintos periodos y que su ocupación perduraría hasta incluso después de la conquista romana.

## Historia y usos del yacimiento
Este poblado prehistórico fue construido hace 3000 años, coincidiendo con la cultura talayótica y por tanto, la Edad del Bronce. En este caso particular parece ser que el talayot y la muralla se construyeron en la misma fase ya que el talayot está muy bien situado dentro del poblado. Sin embargo, el resto del yacimiento se construyó en diferentes fases:

La primera fase fue en la época talayótica I, donde se construyó la muralla y el talayot. Se supone que el talayot tenía una finalidad de observación, de defensa, de habitáculo o lugares de enterramiento del hombre mallorquín, y obviamente la muralla era defensiva.

La presencia de las murallas alrededor del 1000 a. C. se entiende como mecanismo de defensa ante los ataques de los colonizadores. La construcción del talayot demostraba una organización laboral compleja por la dificultad que conllevaba.

Debido a las diferentes técnicas constructivas de las habitaciones, se puede deducir que el poblado ha sido reformado o ampliado en diversos periodos.

A 30 metros al sur de los portales del poblado, se encuentran localizados tres cisternas artificiales excavadas en el subsuelo con la finalidad de almacenar el agua de la lluvia y posteriormente eran tapados con una losa de piedra para evitar la evaporación durante el verano. Estos depósitos fueron realizados al darse cuenta de que había zonas de roca arenisca, que eran impermeables.

Todo apunta que la sociedad de esa época estaba jerarquizada y había un control de la propiedad por un reducido grupo de personas. En cuanto a la economía, se basaba en el trueque del ganado. 

## Usos posteriores
En el poblado también se hallaron restos de cerámicas fenicias y romanas por lo que se puede deducir que estas civilizaciones también ocuparon el poblado.

Ya en la Edad Contemporánea, el yacimiento ha sido utilizado como cantera para construir muros y casas, por lo cual han desaparecido estructuras. También fue usado como lugar de protección del ganado y piara.

No hizo falta realizar excavaciones para localizar las cisternas debido al reciente uso de los carboneros para fabricar carbón.

## Investigación y restauración

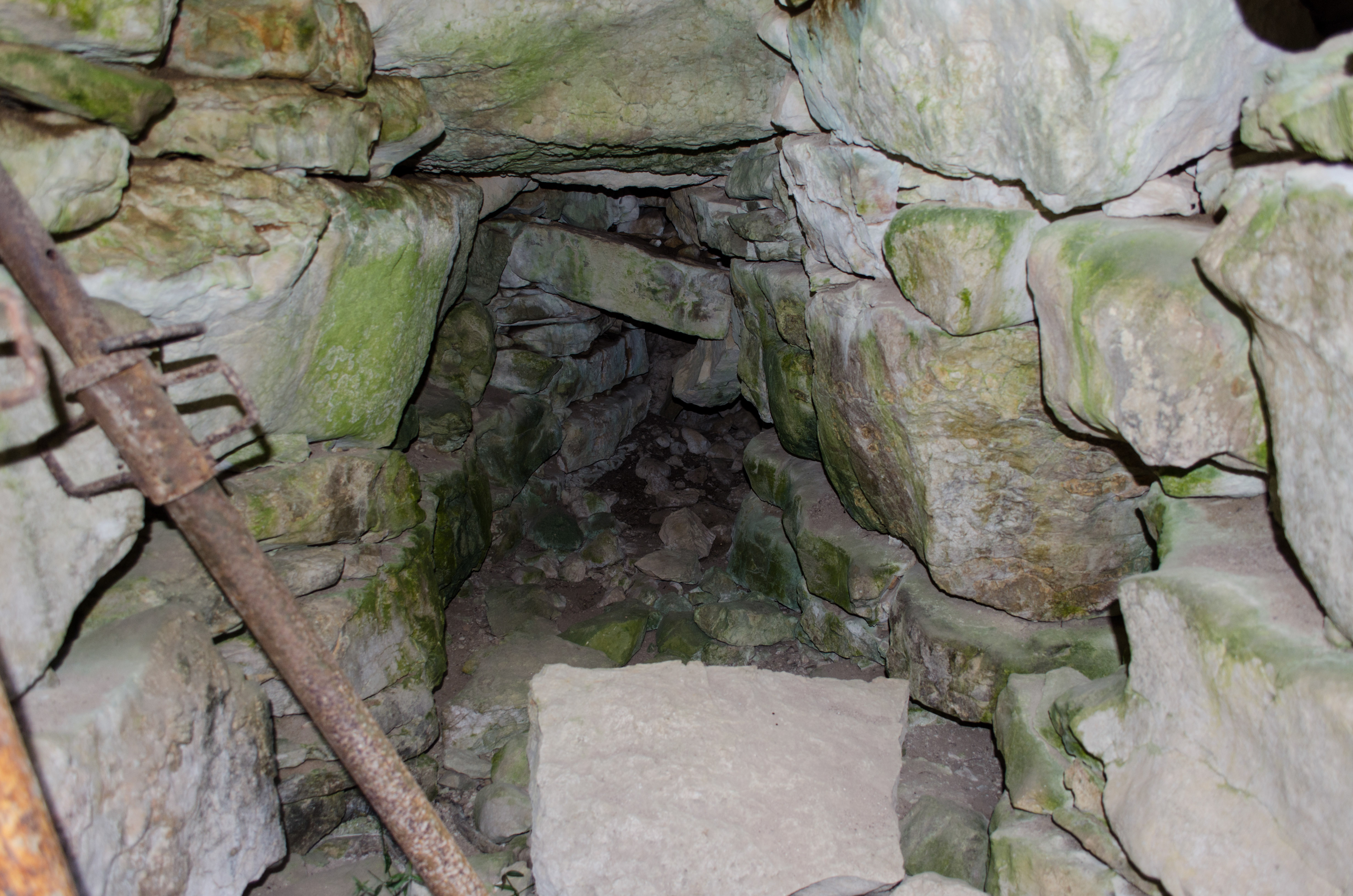
Corredor subterráneo del talayot

Fue uno de los monumentos del levante mallorquín citado por el archiduque Luis Salvador de Austria en su obra Die Balearen in wort und bild geschildert (1869-1891). También fue estudiado a finales del siglo pasado por Émile Cartailhac, el cual hace referencia al poblado y publica una fotografía en Les monuments primitîfs des Îles Baleares (1892). 

Otro investigador que incidió en este yacimiento es José Mascaró Pasarius, quien creó los planos des Claper des Gegants que publicó en Tipología de los monumentos megalíticos de Mallorca (1962), firmado por Mascaró y Bartomeu Font Obrador, aunque se hace una descripción del poblado en Monumentos talayóticos del término de Capdepera (Avance de su catálogo) (1964).

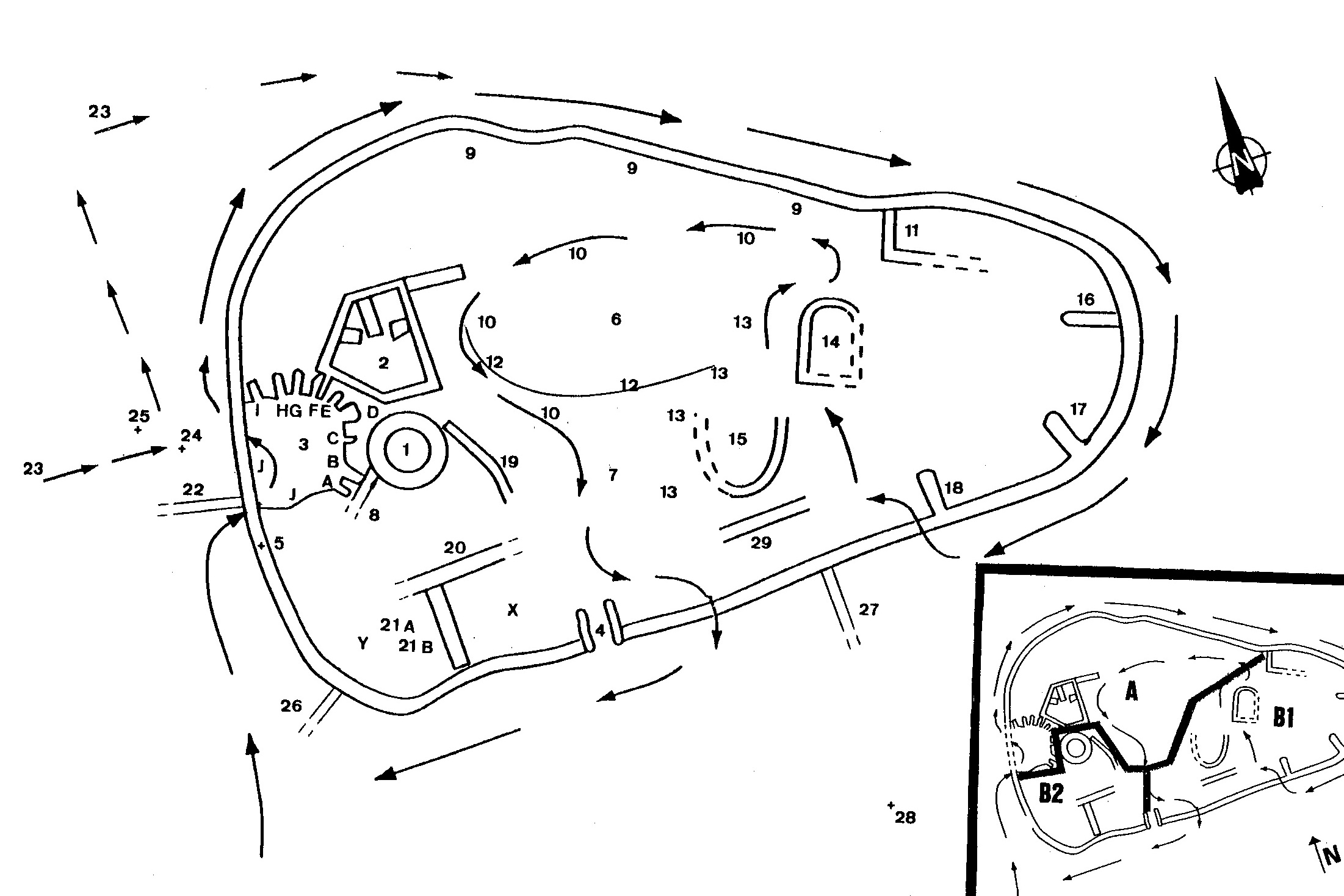
Recorrido turístico del yacimiento

La restauración del yacimiento fue llevada a cabo a partir del 1996 por un equipo de investigación y restauración dirigido por la arqueóloga Lourdes Mazaira Cabana-Verdes. Le acompañan Catalina Garau, Joan Lillo Colomar (técnico forestal), Pere Cortada (técnico de cultura) y los arquitectos Carlos Moranta y Mateu Carrió.

El proyecto de restauración des Claper des Gegants tenía como objetivos eliminar la vegetación que tapaba completamente el poblado y así poder estudiar las características, el estado de conservación y la extensión del yacimiento, así como planificar y programar la excavación y restauración. También se planteó la posibilidad de habilitar el poblado para visita turístico-cultural.

Se planificó el trabajo en dos campañas:

- En la primera (1996-1997), se limpió de vegetación una franja de terreno alrededor de la muralla del poblado, para facilitar el acceso al equipo de restauración y sería parte del circuito de visita del poblado. También se desbrozó el sector del talayot. En 1998, el arquitecto Carlos Moranta dirigió la restauración de la cámara del talayot, debido a su inestabilidad y desprendimientos.

- En cuanto a la segunda campaña (1998), se basó en limpiar y desbrozar la parte interior del recinto. Además, se tuvo que despedregar algunas zonas del interior del poblado.

Finalmente, se trazó el recorrido del itinerario de visita del yacimiento por el interior del poblado y se habilitó un camino.

## Mantenimiento

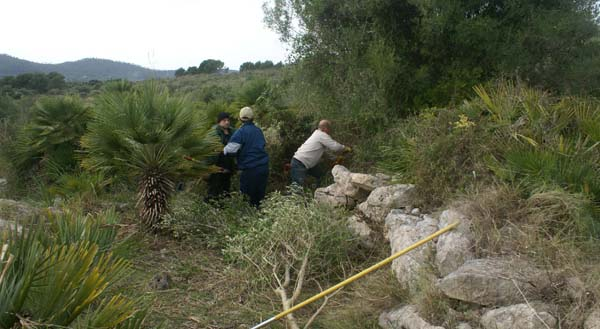
La limpieza del yacimiento

Actualmente, hay un proyecto de mantenimiento de la vegetación con objetivo de controlar el crecimiento de la vegetación de la zona y estudiar el trato que se le ha de dar a las nuevas plantas, realizado por la empresa FOGESMA. 

El programa se basa en dos actuaciones anuales coincidiendo con las dos etapas de crecimiento de la vegetación (primavera y otoño) en los cuales se realizan trabajos como talar el lentisco y arrancar los nuevos brotes, así como cualquier tipo de vegetación en los monumentos y eliminar las raíces que puedan poner en peligro la conservación de las estructuras.

Finalmente, también se hacen revisiones y reparaciones de la vía de acceso para facilitar el itinerario de visita.